# Distichophyllum theriotianum
Distichophyllum theriotianum là một loài Rêu trong họ Hookeriaceae. Loài này được Matteri mô tả khoa học đầu tiên năm 1975.